# ベイクドビーンサンドイッチ
ベイクドビーンサンドイッチ（英: Baked bean sandwich）は、ベイクドビーンズを2枚のパンで挟んだサンドイッチである。レタスやマヨネーズ、ケチャップを一緒に挟むこともある。
ベイクドビーンサンドイッチのレシピは、1909年にまで遡る。ジャネット・マッケンジー・ヒルによる料理本『Cooking For Two』の中で、ベイクドビーンサンドイッチを「肉を使わない代用品」とし、今日と比べてはるかに手の込んだレシピを紹介している。
初期のレシピの多くは、今日のレシピと基本的に同じ食材を使用しているが、追加の具材や調味料をさらに足しているものもある。ヒルは、次のように書いている。
2枚のボストンブラウンブレッドにバターを塗り、この1枚の上に、レタスの中心部の葉を置き、ドレッシングをかける。その上に冷やしたベークドビーンズを載せてから、もう一枚のレタスとドレッシング、パンで挟む。ドレッシングをかけたカリフラワーの花を飾る。
ボストン地域では、ベイクドビーンズ以外の具材やトッピングは用いないことが多く、ベイクドビーンズを2枚のボストンブラウンブレッドで挟んだ単純なものである。